# Die Inselärztin
Die Inselärztin ist eine Fernsehserie des Ersten Deutschen Fernsehens mit Anja Knauer in der Titelrolle, die im Rahmen der Reihe Endlich Freitag im Ersten ausgestrahlt wird. Die Serie spielt auf der Insel Mauritius, die erste Folge wurde im Januar 2018 ausgestrahlt.

## Konzept
Die Protagonistin der Serie, die Ärztin Filipa Wagner (Anja Knauer), möchte auf Mauritius ein neues Leben beginnen und Vergangenes abstreifen. Aber auch im Indischen Ozean muss sie sich immer wieder neuen Herausforderungen stellen und ihr ärztliches Können unter erschwerten Bedingungen zeigen. Zudem beginnt sie mit einem Kollegen eine neue, nicht einfache Beziehung, die sie auch privat nicht zur Ruhe kommen lässt.
Bis zum Februar 2020 wurden sechs Folgen ausgestrahlt.

## Inhalt der Folgen in Kurzform
Hoteldirektor Kulovits hat die Inselärztin engagiert, um seinen Gästen die beste medizinische Versorgung bieten zu können. Er sieht allerdings nicht gerne, dass Filipa die medizinischen Einrichtungen des Hotels auch für kranke Einheimische verwendet. Als sich ein Angestellter des Hotels lebensgefährlich verletzt, lernt Filipa an der Inselklinik den Chefarzt Dr. Daniel Bucher kennen. In der Folge kämpfen Filipa und Daniel wiederholt gemeinsam um das Leben ihrer Patienten, als zum Beispiel eine mysteriöse Seuche ausbricht oder sich ein schwerer Verkehrsunfall ereignet. Sie kommen sich dabei nicht nur fachlich näher. Direktor Kulovits schlägt sich mit einer rachsüchtigen Restaurantkritikerin herum und muss einen Konflikt mit seinem Sohn Mike ausfechten, für den der Vater der Schuldige an der zerstörten Ehe der Eltern und am Tod der Mutter ist.
Filipa und Daniel planen mit Daniels Tochter Isabelle bereits eine gemeinsame Zukunft, da kehrt nach acht Jahren überraschend Daniels totgeglaubte Frau Jenny zurück. Sie leidet unter Amnesie, seit sie bei einem Arztauslandseinsatz schwer verunglückte. Jenny erlangt in vertrauter Umgebung langsam das Gedächtnis wieder, gerät aber durch ein Blutgerinnsel im Gehirn in akute Lebensgefahr. Filipa muss ihr ganzes Können aufbieten, um sie mit einer Operation zu retten.
Nachdem Daniel sich anscheinend für Jenny entschieden hat, verlässt Filipa Mauritius, kehrt aber in Folge 5 an ihre Wirkungsstätte zurück. Hier lernt sie den charmanten Facharzt Devin kennen, mit dem sie eine Beziehung beginnt. Isabelle nimmt Jenny allmählich als ihre Mutter wahr, Daniel und Jenny jedoch finden nicht mehr zueinander. Daniel beginnt, um Filipa zu kämpfen.

## Fragen an die Mitwirkenden
Knauer, Licht, Ricketts, Zierl und Zoudé gaben ein gemeinsames Interview und beantworteten die Frage, was die moderne Medical-Reihe Die Inselärztin auszeichne und wie sie sich von anderen Formaten unterscheide, wie folgt: Anja Knauer meinte, die von ihr gespielte Figur, die ihre Praxis in einem 5-Sterne-Hotel auf einer kleinen Insel mitten im Indischen Ozean habe, sei „eine sehr eigenwillige und ungewöhnliche Ärztin“. Die Geschichten würden „hinter ihre starke Fassade“ schauen, „genau wie hinter die Kulissen dieses Hotels“ und erzählten auch das „zum Teil nicht einfache Leben der Einheimischen in den Dörfern“. Sowohl Kamera als auch Inszenierung seien sehr modern, ebenso die Figuren. Tobias Licht griff den letzten Gedanken Knauers auf und meinte, „modern“ treffe die Figurenbeschreibung „in der Tat sehr gut“. Die Geschichten würden „mit hohem Tempo erzählt“. Mauritius stehe „mit all seinen Farben im Mittelpunkt, ohne allerdings die Figuren, ihre Probleme und Konflikte zu überlagern“. Der „Medical-Anteil“ sei „komplex und authentisch“. Tyron Ricketts war der Meinung, ‚Die Inselärztin‘ verbinde „Spannung, Humor und Liebe in sehr hochwertig produzierten Filmen“. Besonders gut gefalle ihm, dass es „viele wichtige Rollen“ gebe, in denen „schwarze Schauspieler als Menschen und nicht als Klischees besetzt“ seien. Helmut Zierl ergänzte, er glaube, es sei hier „sehr gut gelungen, verschiedene Genres miteinander zu verbinden“. Das Publikum „liebe Arztserien genauso wie Hotelgeschichten“.
Auf die Frage, wie die von ihnen gespielten Persönlichkeiten, die unterschiedlicher nicht sein könnten, zueinander passen würden, antwortete Tobias Licht. Gerade das sei die Stärke des Formats. Durch die vielen Facetten und Figuren werde die Serie „garantiert nicht langweilig“. Anja Knauer meinte, Filipa und Emi würden ziemlich schnell zueinander finden und eine echte Freundschaft entwickeln. Nicht so gut laufe es anfangs mit dem Hoteldirektor, da dieser und ihre Figur Filipa jeder auf seine Art „starke Alphatiere“ seien. Dennenesch Zoudé verwies darauf, das Spannende am Hotelleben sei, dass „der Zufall die unterschiedlichsten Charaktere unter einem Dach“ vereine und „miteinander konfrontier[e], die sonst nicht zueinander finden würden“. Helmut Zierl ergänzte, dass genau das „die Qualität“ der Filme ausmache. Auch berge diese Kombination ein „großes Potenzial für weitere Geschichten“.
Eine weitere Frage lautete, ob man auf einer Insel entspannter drehe als in Deutschland und was dem Einzelnen in ganz besonderer Erinnerung geblieben sei. Anja Knauer verwies auf das große Team „mit vier verschiedenen Sprachen; was sehr spannend und lustig, aber mitunter natürlich auch eine große Herausforderung“ gewesen sei. Sie habe „einen ganzen Drehtag im Meer verbracht, das sei schon sehr besonders“ gewesen und sie könne verraten, es gebe „tatsächlich jede Menge Delfine“. Helmut Zierl meinte lachend, er habe „bei vierzig Grad im Schatten mit Zweireiher, Weste und Krawatte“ auf keinen Fall entspannter gedreht. Dennenesch Zoudé antwortete, sie habe „die gelassene, freundliche Lebenseinstellung der Insulaner“ gemocht. Da scheine „die Sonne halt immer, egal wie schlecht es den Leuten“ gehe. Das sei ihr „einfach nah“.

## Besetzung

### Hauptdarsteller
| Schauspieler        | Rolle             | Folge |
| ------------------- | ----------------- | ----- |
| Anja Knauer         | Filipa Wagner     | 1–6   |
| Tobias Licht        | Daniel Bucher     | 1–6   |
| Helmut Zierl        | Direktor Kulovits | 1–6   |
| Tyron Ricketts      | Mike Kulovits     | 1–6   |
| Dennenesch Zoudé    | Emi               | 1–6   |
| Sarah Warth         | Isabelle          | 1–6   |
| Anne Bolik          | Sarah             | 1–4   |
| Sophie Pfennigstorf | Sarah             | 5–6   |
| Inez Bjørg David    | Jenny             | 4–6   |
| Erik Madsen         | Devin             | 5–6   |

### Weitere Darsteller
| Schauspieler           | Rolle          | Folge |
| ---------------------- | -------------- | ----- |
| Valentina Sauca        | Rachel         | 1, 2  |
| Selam Tadese           | Jimmy          | 1, 2  |
| Gerhard Wittmann       | Karli          | 1     |
| Diane Nuteau           | Lina           | 1     |
| Morgan Louis           | Bo             | 1     |
| Errol Trotman-Harewood | Devereux       | 2     |
| Andreas Guenther       | Tom            | 2     |
| Siegfried Terpoorten   | Martin         | 2     |
| Doris Schretzmayer     | Steffi         | 2     |
| Nadine Kösters         | Charlotte      | 2     |
| Sonja Kirchberger      | Andrea Richter | 2     |
| Friedrich von Thun     | Dr. Mantler    | 3, 4  |
| Adnan Maral            | Robert         | 3     |
| Philip Noah Schwarz    | Oliver         | 3     |
| Kimaya Cortot          | Deesha         | 3     |
| Amanda Khan            | Tania          | 3     |
| Suzanne von Borsody    | Martina        | 3     |
| Dimitri Abold          | Jean           | 5     |
| Wainde Wane            | Tom            | 5     |
| Anna Hausburg          | Nathalie       | 6     |
| Ole Fischer            | Martin         | 6     |
| Armin Rohde            | Horst          | 6     |

## Episodenliste
| Nr. | Originaltitel          | Erstausstrahlung | Regie         | Drehbuch                                 | Zuschauer |
| --- | ---------------------- | ---------------- | ------------- | ---------------------------------------- | --------- |
| 1   | Neustart auf Mauritius | 19. Jan. 2018    | Peter Stauch  | Maja Brandstetter, Wolfgang Brandstetter | 4,30 Mio. |
| 2   | Notfall im Paradies    | 26. Jan. 2018    | Peter Stauch  | Maja Brandstetter, Wolfgang Brandstetter | 4,33 Mio. |
| 3   | Das Geheimnis          | 4. Jan. 2019     | Peter Stauch  | Maja Brandstetter, Wolfgang Brandstetter | 4,13 Mio. |
| 4   | Die Entscheidung       | 11. Jan. 2019    | Peter Stauch  | Maja Brandstetter, Wolfgang Brandstetter | 3,93 Mio. |
| 5   | Die Mutprobe           | 31. Jan. 2020    | Michael Karen | Maja Brandstetter, Wolfgang Brandstetter | 4,16 Mio. |
| 6   | Das Rätsel             | 7. Feb. 2020     | Michael Karen | Maja Brandstetter, Wolfgang Brandstetter | 4,19 Mio. |

## Kritik
„Allen Klischees zum Trotz hat die Pilotfolge der Inselärztin eine angenehme Frische. Nicht nur, weil die Hauptfigur eine genialische Frau mit Antihelden-Zügen ist. Sondern auch, weil die Reihe ihre Augen trotz Luxushotel-Kulisse nicht ganz vor der harten Realität im Lande verschließen will.“